# واترلو و رابینسون
واترلو و رابینسون (به انگلیسی: Waterloo & Robinson) گروه موسیقی اتریشی بودند.
آن‌ها نماینده اتریش در یوروویژن ۱۹۷۶ بودند.